# ドライバー:レネゲイド3D
『ドライバー：レネゲイド3D』は、ユービーアイソフトから2011年11月10日に発売されたニンテンドー3DS用ゲームソフト。
『ドライバー』シリーズの一つで、第1作 『Driver 潜入!カーチェイス大作戦』 と en:Driver 2の間に起きた出来事を描いている。

## 概要
ニューヨークを舞台としたカーアクションゲーム。

## あらすじ
ニューヨーク市警で潜入捜査官として働いた後、法の下にさばけない悪人たちを自らの手で始末することを決意したジョン・タナー。
彼はバラード上院議員を助けた時、犯罪組織の一掃を依頼され、その依頼を引き受けた。